# Албрехт II (Австрия)
Вижте пояснителната страница за други личности с името Албрехт II.
Албрехт II Мъдри, Албрехт Куция (на немски: Albrecht II der Weise, Albrecht der Lahme; * 12 декември 1298, замък Хабсбург, Ааргау; † 16 август 1358, Виена), е херцог на Австрия от династията Хабсбурги.

## Произход и детство
Син е на римско-немския крал Албрехт I († 1308) и Елизабета Тиролска от род Майнхардини.
Албрехт е определен за духовник и още малолетен през 1313 г. става ръководител на църква в Пасау, но поради конфликти през 1317 г. се отказва от тази кариера.

## Управление и политика
След смъртта на херцог Хайнрих от Бохемия, император Лудвиг Баварски дава на 2 май 1335 г. в Линц на братята Ото и Албрехт Каринтия и южен Тирол.
По време на управлението на Албрехт II в Австрия се случват природни катаклизми: наводнения, земетресение, чума Черна смърт 1348 – 1349 години. Сложно е положението и в Предна Австрия, където са владенията на Хабсбургите, защото там укрепва влияние на Швейцарския съюз, към който през 1351 година се присъединява Цюрих. Походът на Албрехт II срещу Цюрих през 1352 година се оказва неудачен. В резултат градът, заедно с прилежащата област, е изгубен за херцога.
През 1355 година Албрехт II утвърждава закон, забраняващ разделянето на владенията Хабсбургите, така нареченото „Правило на Албертинския дом“. Още децата му обаче нарушават този закон и разделят между себе си австрийските земи; действието на Правилото на Албертинския дом е възобновено от император Максимилиан I, а по-късно влиза и в текста на „Прагматическата санкция“ и остава крайъгълен закон Австрийската империя до 1918 година.

## Семейство и деца
Албрехт се жени през 1324 г. във Виена за графинята-наследничка Йохана фон Пфирт. След 15 години той става баща на Рудолф, който го наследява на трона.
Албрехт страда от полиартрит, но има децата:
1. Рудолф IV (1339 – 1365); херцог на Австрия от 1358 година; брак от 1353 година за Катарина Люксембургска (1342/43 – 1395)
2. Катарина (1342 – 1381), игуменка във Виена
3. Маргарета (1346 – 1366) ∞ (I) 1359 Майнхард III от Тирол (1344 – 1363); ∞ (II) 1364 Йохан Хайнрих от Люксембург (1322 – 1375)
4. Фридрих III (1347 – 1362), херцог на Австрия от 1358 до 1362 г. заедно с Рудолф IV.
5. Албрехт III (1348 – 1395), херцог на Австрия от 1365 до 1395 г.; брак: (I) 1366 Елизабета Люксембургска (1358 – 1373); ∞ (II) 1375 Беатриса от Нюрнберг (1360 – 1414)
6. Леополд III (1351 – 1386), основател на линия Леополдини (Хабсбурги); брак от 1365 година с Виридис Висконти

Te имат още 5 деца, които са родени и умрели (*/† пр. 1337).
Албрехт II създава през 1355 г. хабсбургски домашен ред, според който синовете му заедно и с равни права да управляват страната.
- Портрети на съпругата и децата на Албрехт, худ. Антони Бойс
- Йохана фон Пфирт
 съпруга
- Рудолф IV
- Катарина 
монахиня
- Фридрих III
- Албрехт III
- Леополд III